# Cities XL 2011
Cities XL 2011 est un jeu vidéo de construction et de gestion urbaine développé par la société française indépendante d'édition et de distribution de jeu vidéo Focus Home Interactive, publié le 14 octobre 2010. Il s'agit du deuxième opus de la série Cities XL.
Le jeu se base sur un mode solo, contrairement à son prédécesseur qui intégrait un volet multijoueur. Il comporte des bâtiments et des cartes supplémentaires, ainsi qu'un nouveau module de transport public. Il intègre également de nouvelles fonctionnalités au niveau de la gestion des finances et des échanges commerciaux.

## Développement

### Avant la sortie
Le développement du jeu a été officiellement annoncé par l'éditeur Focus Home Interactive, qui avait acheté la licence du jeu Cities XL après que l'entreprise de jeu vidéo Monte Cristo a été annoncée en faillite. C'est en juillet 2010 que Focus publie les premières images de Cities XL 2011. Un forum officiel est également ouvert.
Focus Home Interactive lance un premier bêta-test au début du mois de septembre 2010. L'essai s'est déroulé avec des volontaires dans les locaux de Focus, à Pantin.
Cities XL 2011 sort officiellement le 14 octobre 2010. Les joueurs ayant acheté la première version de Cities XL ont pu avoir la possibilité d'acquérir ce nouvel opus avec une réduction de 50 %.

### Mises à jour et patchs
- Patch 1.5.0.725 : cette première mise à jour, publiée le 24 février 2011, corrige de nombreux bugs, dont le problème d'allocation de mémoire ou encore le bug des sauvegardes.

Elle succède à la version 1.5.0.723.

## Principales caractéristiques
Par rapport à Cities XL, Cities XL 2011 possède des nouveautés et des ajouts :
- Le Métro : dans la liste des transports en commun disponibles
- 3 packs de contenu : pack Chinatown, pack Médiéval, pack USA
- Nouvelles textures de routes : avant de créer votre ville, vous serez amenés à choisir le type de routes à utiliser
- Nouvelles cartes : dont ceux de l'Offre Planète et les cartes de Paris ou encore de Hong Kong
- Ajout des Blueprints : les Blueprints, monuments exceptionnels, sont maintenant présents en solo
- Zonage linéaire : permet de placer des bâtiments facilement le long d'une route
- Gestion des finances : possibilité de modifier les taux d'imposition selon chaque catégorie de population et chaque secteur d'activité
- Panel d'échange : panel d'échange simplifié permettant d'échanger des ressources (tokens) entre ses propres villes
- Animation d'ambiance : fumées, avions, feux de signalisation fonctionnels, et sons d'ambiance
- Optimisation du jeu : la gestion des ressources processeur et de la mémoire vive a été améliorée

## Accueil
| Cities XL 2011 |      |       |
| Média          | Pays | Notes |
| Gamekult       | FR   | 7/10  |
| Jeuxvideo.com  | FR   | 16/20 |